# Ravazd, Győr-Moson-Sopron
Ravazd  este un sat în districtul Pannonhalm, județul Győr-Moson-Sopron, Ungaria, având o populație de 1.207 locuitori (2011). 

## Demografie
Componența etnică a satului Ravazd
     Maghiari (97,75%)
     Germani (1,44%)
     Alții (0,81%)
Componența confesională a satului Ravazd
     Romano-catolici (65,7%)
     Fără religie (4,81%)
     Reformați (2,9%)
     Necunoscută (25,35%)
     Alte religii (1,99%)
Conform recensământului din 2011, satul Ravazd avea 1.207 locuitori. Din punct de vedere etnic, majoritatea locuitorilor (97,75%) erau maghiari, cu o minoritate de germani (1,44%).  Din punct de vedere confesional, majoritatea locuitorilor (65,7%) erau romano-catolici, existând și minorități de persoane fără religie (4,81%) și reformați (2,9%). Pentru 25,35% din locuitori nu este cunoscută apartenența confesională.